# Iksookimia longicorpa
 Iksookimia longicorpa és una espècie de peix de la família dels cobítids i de l'ordre dels cipriniformes.

## Morfologia
- Els mascles poden assolir 11 cm de llargària total.[5][6]

## Hàbitat
Viu en zones de clima temperat.

## Distribució geogràfica
Es troba al sud de Corea.